# Shirli Volk
Shirli Volk (* 28. Januar 1983 in Heilbronn) ist eine deutsche Schauspielerin und Konditormeisterin.

## Leben
Bekannt wurde Shirli Volk unter anderem durch ihre Rolle als Miriam im Spielfilm Himmel und Hölle (1994). Im Jahr 2000 spielte sie eine Gastrolle in der ARD-Serie Marienhof. Im folgenden Jahr erhielt sie in der Serie eine feste Rolle als Annika Kruse, Nichte des Gymnasialdirektors Matthias Kruse. Im September 2001 nahm sie in der ProSieben-Sendung Nicole – Entscheidung am Nachmittag an einem Speed-Dating teil. Im selben Jahr trat sie in Werbespots in Erscheinung. Im Jahr 2003 spielte sie eine Episoden-Gastrolle in In aller Freundschaft. Auch in den Serien Alphateam – Die Lebensretter im OP und Forsthaus Falkenau erhielt sie Gastrollen. Von September 2010 bis 2011 war sie wieder in Marienhof zu sehen. Danach wandte sie sich weitestgehend von der Schauspielerei ab. Noch 2011 legte sie vor der Handwerkskammer München die Meisterprüfung als beste Konditorin Oberbayerns ab. Seit Oktober 2011 ist sie Miteigentümerin des Café Josefa in München.
Volk engagiert sich „feministisch[e] und klimapolitisch“ und trat Ende 2023 im Theaterforum Gauting als eine der Sprecherinnen zur Ausstellungseröffnung Breadwinners der französischen Fotografin Priscillia Grubo auf.
Shirli Volk hat eine Tochter.

## Filmografie (Auswahl)
- 1994: Himmel und Hölle
- 2000–2011: Marienhof (Fernsehserie)
- 2003: In aller Freundschaft (Fernsehserie, Episode 5x35)
- 2005: Forsthaus Falkenau (Fernsehserie, Episode 16x02)
- 2005: Alphateam – Die Lebensretter im OP (Fernsehserie, Episode 10x20)